# هند غربی دانمارک
هند غربی دانمارک (دانمارکی: Dansk Vestindien) یا آنتیل دانمارک، مستعمره‌ای متعلق به دانمارک در کارائیب‌ بود که امروزه جزایر سنت توماس با مساحت ۸۳ کیلومتر مربع، سنت جان با مساحت ۴۹ کیلومتر مربع و سنت کرویکس با مساحت ۲۲۰ کیلومتر مربع را شامل می‌شود.
کمپانی هند غربی دانمارک در سال ۱۶۷۲ جزیره غیر مسکونی سنت تامس و در سال ۱۶۷۵ سنت جان را به تصرف خود درآورد. سنت کرویکس نیز در سال ۱۷۳۳ از کمپانی هند غربی فرانسه خریداری شد. هنگامی که شرکت دانمارکی در سال ۱۷۵۵ به ورشکستگی رسید، پادشاه دانمارک-نروژ کنترل مستقیم این سه جزیره را به دست گرفت. بریتانیا طی جنگ‌های ناپلئونی در سال‌های ۱۸۰۱ تا ۰۲ و ۱۸۰۷ تا ۱۸۱۵ جزیره‌های هند غربی دانمارک را اشغال کرد.
استعمارگران دانمارکی در هند غربی بهره‌برداری از مثلث تجارت را آغاز کردند که شامل صادرات سلاح گرم و کالاهای تولید شده دیگر به آفریقا در ازای برده‌داری جهت استفاده از نیروی کار آن‌ها در مزارع شکر کارائیب بود. مرحله نهایی مثلث صدور شکر و عرق نیشکر به دانمارک بود. اقتصاد هند غربی دانمارک وابسته به برده‌داری بود. پس از شورش ۱۸۴۸، برده‌داری به‌طور رسمی لغو شد که منجر به فروپاشی اقتصادی در مزارع شد.
در سال ۱۸۵۲، پارلمان دانمارک ابتدا به بررسی فروش این مستعمره که به‌طور فزاینده‌ای فاقد سوددهی بود، پرداخت. دانمارک چندین بار تلاش کرد تا هند غربی دانمارک را در اواخر قرن ۱۹ و اوایل قرن بیستم به آمریکا و امپراتوری آلمان فروخته یا مبادله کند. این جزایر در نهایت در ۳۱ مارس ۱۹۱۷ به مبلغ ۲۵ میلیون دلار به آمریکا فروخته شدند، که دولت ایالات متحده کنترل آنها را به دست گرفت و نام این جزایر را به جزایر ویرجین ایالات متحده آمریکا تغییر داد.